# Edo (nome)
Edo  è un nome proprio di persona italiano maschile.

## Varianti
- Maschili: Edio[1], Edi, Edy
  - Alterati: Edino[1]
- Femminili: Eda[1][2], Ede[1], Edia[1], Edi, Edy
  - Alterati: Edina[1]

## Origine e diffusione
Si tratta di un ipocoristico di svariati altri nomi che contengono la particella ed-; ad esempio, può derivare per apocope da Edoardo, Edgardo ed Edmondo (risalendo quindi alla radice anglosassone ead, "ricchezza", "prosperità"), oppure per aferesi da Alfredo, Goffredo, Tancredo e Manfredo (nel qual caso l'elemento alla base è generalmente frid, "pace"); molti dei "nomi di origine" sono gli stessi da cui è tratto il nome inglese Ed.
È diffuso principalmente in Italia centro-settentrionale, in particolare in Toscana.

## Onomastico
L'onomastico si può festeggiare lo stesso giorno del nome da cui viene ricavato.

## Persone
- Edo Benedetti, politico e dirigente d'azienda italiano
- Edo Bertoglio, fotografo e regista svizzero naturalizzato italiano
- Edo Nicora, calciatore italiano
- Edo Parpaglioni, giornalista e scrittore italiano
- Edo Patregnani,  allenatore di calcio, calciatore e insegnante italiano
- Edo Ronchi, politico e accademico italiano
- Edo Rossi, politico italiano
- Edo Varini, pilota automobilistico italiano

### Variante Edi
- Edi Andradina, calciatore brasiliano
- Edi Bivi, calciatore e allenatore di calcio italiano
- Edi Orioli, pilota motociclistico e pilota automobilistico italiano
- Edi Ott, calciatore svizzero
- Edi Rainer, alpinista austriaco
- Edi Rama, politico albanese

### Variante Edy
- Edy Gratton, calciatore e allenatore di calcio italiano
- Edy Hubacher, bobbista, multiplista, discobolo e pesista svizzero
- Edy Reinalter, sciatore alpino svizzero
- Edy de Wilde, collezionista d'arte olandese

### Variante femminile Edy
- Edy Angelillo, attrice italiana
- Edy Campagnoli, conduttrice televisiva e modella italiana
- Edy Ganem, attrice statunitense
- Edy Vessel, attrice italiana
- Edy Williams, attrice statunitense